# Оксалат бериллия
Оксалат бериллия — неорганическое соединение, 
соль металла бериллия и щавелевой кислоты с формулой BeC2O4,
бесцветные кристаллы,
растворяется в воде,
образует кристаллогидраты.

## Получение
- Действие щавелевой кислоты на гидроксид бериллия:

{\displaystyle {\mathsf {Be(OH)_{2}+H_{2}C_{2}O_{4}\ {\xrightarrow {}}\ BeC_{2}O_{4}+2H_{2}O}}}

## Физические свойства
Оксалат бериллия образует бесцветные кристаллы.
Растворяется в воде.
Образует кристаллогидраты состава BeC2O4•n H2O, где n = 1 и 3.

## Химические свойства
- Кристаллогидраты теряют воду при нагревании:

{\displaystyle {\mathsf {BeC_{2}O_{4}\cdot 3H_{2}O\ {\xrightarrow[{-2H_{2}O}]{100^{o}C}}\ BeC_{2}O_{4}\cdot H_{2}O\ {\xrightarrow[{-H_{2}O}]{220^{o}C}}\ BeC_{2}O_{4}}}}